# Martinov (vojenský újezd Hradiště)
Martinov (německy Merzdorf) je zaniklá vesnice, která stávala na severu Doupovských hor v okrese Karlovy Vary v Karlovarském kraji. Nacházela se v údolí Martinovského potoka v nadmořské výšce 610 metrů, necelých deset kilometrů jihozápadně od Kadaně ve Vojenském újezdu Hradiště.

## Název
Německé jméno Merzdorf se vyvinulo ze spojení Martinsdorf neboli Martinova Ves. Název se v historických pramenech se objevuje ve tvarech: Merczdorf (1460), Merczsdorffie (1488), Merzdorff (1593), Mertensdorff (1653), Merzdorf a Mertensdorf (1787) a Merzdorf (1846).

## Historie
První písemná zmínka o Martinovu pochází z roku 1460, kdy byla vesnice uvedena v soupisu panství hradu Egerberk. Následně se objevila i na řadě dalších listin vztahujících se k Egerberku. Při pobělohorských konfiskacích byla zabavena Matyáši mladšímu ze Štampachu a roku 1623 byla připojena kláštereckému panství, jehož součástí zůstala do roku 1850.
Po třicetileté válce ve vsi podle berní ruly z roku 1654 žili tři sedláci, devět chalupníků (jeden byl tesař a jeden krejčí), dva zahradníci a dva poddaní bez pozemků. Domy se nacházely ve špatném stavu a hlavními zdroji obživy býval chov dobytka, předení a zpracování dřeva. K roku 1787 se uvádí 26 domů a Johann Gottfried Sommer k roku 1846 zmiňuje 33 domů a 174 obyvatel, dále školu s patronací vrchnosti, mlýn a pilu. Vesnice patřila k radnické farnosti a také pošta bývala v Radnici.
Podle záznamů z roku 1863 náležela většina půdy martinovským zemědělcům, kteří zde pěstovali především žito, oves, brambory a pícniny. V roce 1914 ve vsi působili tři dámští krejčí, krejčí, tři ševci, dva zedníci, dva tesaři, kovář, řezník a kolář. Také zde stály dvě hospody, trafika a mlýn. Po vysídlení Němců byla vesnice částečně dosídlena a k roku 1947 zde žilo 71 obyvatel. K definitivnímu vysídlení vsi došlo v souvislosti se zřízením vojenského újezdu. Úředně byl Martinov zrušen k 15. červnu 1953.

## Přírodní poměry

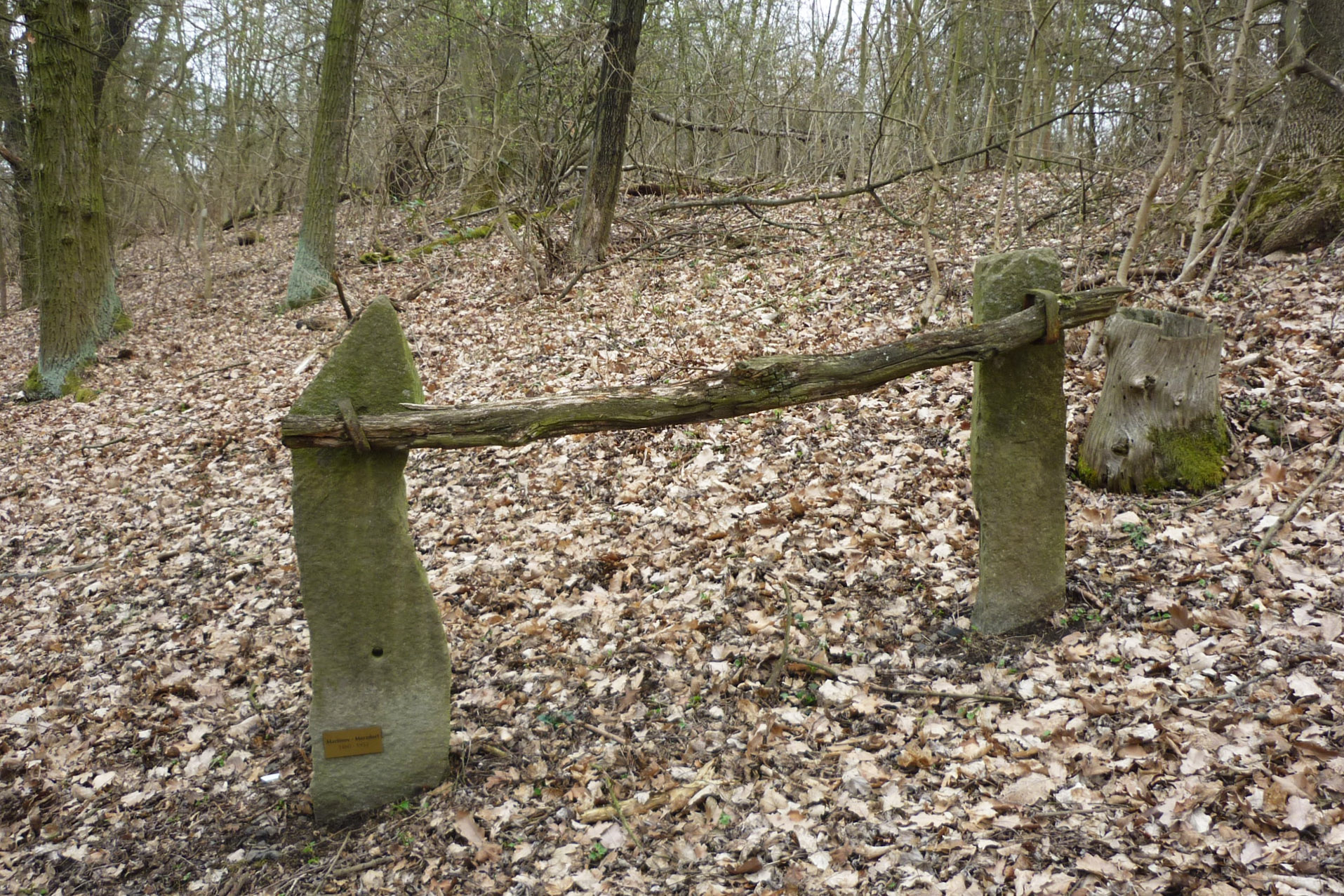
Sloupky oplocení ze zaniklého Martinova, umístěné v Lapidáriu zaniklých obcí Doupovských hor ve Vintířově

Martinov stával v katastrálním území Žďár u Hradiště (původní martinovské katastrální území měřilo 3,83 km²) v okrese Karlovy Vary, asi tři kilometry jižně od Kotviny. Nacházel se v nadmořské výšce okolo 610 metrů v údolí Martinovského potoka mezi vrchy Havran (736 metrů) a Plešivec (661 metrů). Oblast leží v severní části Doupovských hor, konkrétně v jejich okrsku Jehličenská hornatina. Půdní pokryv tvoří v širším okolí kambizem eutrofní. Martinovský potok (na dolním toku dříve nazývaný Köttwaer Bach) je pravostranným přítokem Ohře.
V rámci Quittovy klasifikace podnebí Martinov stál v mírně teplé oblasti MT3, která jižně od vesnice přechází do chladné oblasti CH7. Pro oblast MT3 jsou typické průměrné teploty −3 až −4 °C v lednu a 16–17 °C v červenci. Roční úhrn srážek dosahuje 600–750 milimetrů, počet letních dnů je 20–30, počet mrazových dnů se pohybuje mezi 160–160 a sněhová pokrývka zde leží 60–100 dnů v roce.

## Obyvatelstvo
Při sčítání lidu v roce 1921 zde žilo 231 obyvatel (z toho 114 mužů) německé národnosti a římskokatolického vyznání. Podle sčítání lidu z roku 1930 měla vesnice 184 obyvatel se stejnou národnostní a náboženskou strukturou.
|           | 1869 | 1880 | 1890 | 1900 | 1910 | 1921 | 1930 | 1950 |
| --------- | ---- | ---- | ---- | ---- | ---- | ---- | ---- | ---- |
| Obyvatelé | 182  | 191  | 200  | 221  | 206  | 231  | 184  | 57   |
| Domy      | 34   | 35   | 40   | 41   | 40   | 36   | 35   | 35   |

## Obecní správa
Po zrušení patrimoniální správy se Martinov stal roku 1850 obcí. K obci od počátku patřily osady Mělník a Telcov s Tunkovem, ale později byly připojovány další osady. Při sčítání lidu v roce 1869 byly u Martinova uvedeny také Hrzín, Humnice, Litoltov, Malá Lesná a Velká Lesná. Dne 1. ledna 1908 se však od obce oddělil Telcov s Tunkovem a roku 1924 následovala Velká a Malá Lesná.

## Pamětihodnosti
- Kaple Nanebevzetí Panny Marie